# Nadia Essalmi
Nadia Essalmi, née à Casablanca en 1962, est une éditrice et une écrivaine marocaine.

## Biographie
Née en 1962, elle pratique la gymnastique durant sa jeunesse. «Je m'amusais à faire des acrobaties, à me tenir pendant de longues minutes sur ma tête [...] J'ai été remarquée par mon professeur de gym et elle m'a encouragée à m'inscrire à la Casablancaise». Elle devient une des meilleures  gymnases du Maroc, de 1969 à 1974, faisant partie de l’équipe nationale. Elle étudie la littérature française, puis elle enseigne la langue française à l’institut agronomique et vétérinaire Hassan-II, à Rabat. Elle y est également correctrice, au sein d’une cellule édition. Elle coordonne ensuite la réalisation de la revue culturelle de l'Association marocaine des professionnels du livre (AMPL), côtoyant ainsi ces professions.
En 1998, elle décide de se lancer dans l’édition de littérature jeunesse, constatant un manque dans ce domaine au Maroc. Elle crée la première maison d’édition marocaine dans ce domaine, Yomad, consacrée à des ouvrages en français, en arabe, ou en tamazight. Elle sollicite notamment des écrivains marocains, tels que Driss Chraïbi, Abdellatif Laâbi, Abdelhak Serhane, Habib Mazini, ou encore Zakya Daoud, nir des textes destinés aux enfants et aux jeunes : « Je leur ai demandé des textes, et ils ont eu la gentillesse d'accepter, c'est tout simple », dit-elle. Driss Charaïbi est d’ailleurs le premier auteur qu’elle publie. Elle publie également quelques auteurs non marocains. Ainsi, elle fait traduire en arabe un ouvrage de Mohamed Dib, auteur algérien écrivant en français, et en propose une édition bilingue.
En plus de son activité éditoriale, elle anime des ateliers et des actions de promotion du livre et de la lecture auprès de la jeunesse,.
En 2016, elle est élue vice-présidente de l’Union des éditeurs marocains. En 2018, elle se fait écrivaine, avec un ouvrage intitulé La révolte des rêves, préfacé par Fouad Laroui, et composé de deux parties. Dans la première partie, elle exprime sa colère et d’indignation contre l’injustice sociale, l’incivisme et l’inculture en se gardant de tout moralisme. La deuxième partie est, selon l’auteure, un recueil de « textes poétiques osés pour casser les nombreux tabous de notre société »,.
En mars 2024, le Courrier de l'UNESCO publie un article sur sa carrière et ses contributions pour la promotion de la littérature jeunesse.